# Trucy-sur-Yonne
Trucy-sur-Yonne ist eine französische Gemeinde mit 133 Einwohnern (Stand: 1. Januar 2022) im Département Yonne in der Region Bourgogne-Franche-Comté (vor 2016 Bourgogne). Sie gehört zum Kanton Joux-la-Ville im Arrondissement Auxerre.

## Geographie
Trucy-sur-Yonne liegt etwa 25 Kilometer südsüdöstlich von Auxerre an der Yonne, die die Gemeinde im Osten begrenzt. Umgeben wird Trucy-sur-Yonne von den Nachbargemeinden Bazarnes im Norden, Prégilbert im Osten und Nordosten, Sery im Osten und Südosten, Mailly-la-Ville im Südosten, Mailly-le-Château im Süden sowie Fontenay-sous-Fouronnes im Westen.

## Bevölkerungsentwicklung
| Jahr                       | 1962 | 1968 | 1975 | 1982 | 1990 | 1999 | 2006 | 2018 |
| Einwohner                  | 130  | 175  | 153  | 143  | 134  | 112  | 144  | 136  |
| Quellen: Cassini und INSEE |      |      |      |      |      |      |      |      |

## Sehenswürdigkeiten
- Kirche Saint-Laurent